# Naleraq
Naleraq, precedentemente noto come Partii Naleraq, è un partito politico groenlandese di orientamento centrista e di ideologia populista e indipendentista.

## Storia
Nel gennaio 2014 Hans Enoksen ha annunciato di voler formare un nuovo partito politico dopo aver lasciato Siumut. Alle elezioni generali del 2014 il partito ha vinto quattro seggi, occupati da Enoksen, Per Rosing-Petersen (un altro ex membro di Siumut) e Anthon Frederiksen (un ex membro del Partito Associazione di Candidati).
Alle elezioni generali del 2018 e del 2021, il partito ha riconfermato i quattro seggi in parlamento. Il 19 maggio 2018 è stato confermato che il deputato Henrik Fleischer ha lasciato il partito ed il 20 maggio 2018 diversi giornali hanno riferito che è passato a Siumut.
Il 15 febbraio 2021 il partito ha cambiato nome e logo per rinnovare il partito e fare appello agli elettori più giovani.

## Risultati elettorali
| Elezione          | Voti  | %     | Seggi  |
| ----------------- | ----- | ----- | ------ |
| Parlamentari 2014 | 3 423 | 11,73 | 3 / 31 |
| Parlamentari 2018 | 3 931 | 13,55 | 4 / 31 |
| Parlamentari 2021 | 3 249 | 12,26 | 4 / 31 |
| Parlamentari 2025 | 7 009 | 24,77 | 8 / 31 |